# Erica Maria Dürrenberger
Erica Maria Dürrenberger-Fässler (* 28. Februar 1908 in Basel; † 26. Juni 1986 in Liestal, Kanton Basel-Landschaft) war eine Schweizer Schriftstellerin und Lyrikerin.

## Leben und Werk
Erica Maria Dürrenberger, geborene Fässler, war die einzige Tochter des Primarlehrers Otto Nikolaus Fässler und der Carolina, geborene Kreis, und schrieb seit ihrer Jugend Gedichte und Kurzgeschichten. Sie besuchte nach der Töchterschule am Kohlberg das kantonale Lehrerseminar und liess sich zur Kindergärtnerin ausbilden. Zudem nahm sie an der Musikschule Basel bei Max Brefin (1892–1951) Klavierunterricht. Anschliessend arbeitete sie einige Monate als Erzieherin in Paris und am Comersee. Wieder in der Schweiz, führte sie ein Sommerlager in Reigoldswil, wo sie den Landarzt Robert Dürrenberger († 1975) kennenlernte und 1930 heiratete. Zusammen hatten sie fünf Kinder. Ende der 1940er Jahre nahm Erica Maria Dürrenberger Orgelunterricht bei dem aus Liestal stammenden Peter Felix Jenny und spielte in der Folge als Organistin in der reformierten Kirche von Reigoldswil. Zudem entstanden viele Gedichte zu den Themen Natur, Umwelt, Musik, Liebe und Tod.
Max Rychner förderte Erica Maria Dürrenberger und veröffentlichte ihre Gedichte in der Tat. Sie wurden auch in den Baselbieter Heimatblättern und in den Basler Nachrichten abgedruckt. Am 15. Mai 1952 kam es in Reigoldswil zum ersten öffentlichen Autorenabend «Poesie und Prosa von Erica Dürrenberger» unter Mitwirkung von Hans Haeser von Radio Basel. Im August 1952 lud sie den an Gelbsucht erkrankten Alexander Xaver Gwerder zu sich nach Reigoldswil ein. Dieser verliebte sich in ihre neunzehnjährige Tochter Salomé, die einen Monat später den gemeinsamen Selbstmord überlebte.
1956 erhielt Erica Maria Dürrenberger den Förderpreis der Kantonalen Literaturkommission von Baselland. 1957 erschien ihr erster Gedichtband, Der Silberbecher. 1964 wurden vier Gedichte im Baselbieter Heimatbuch publiziert, und 1965 wurde sie zum Mitglied der Kantonalen Literaturkommission gewählt. In der Folge gründete sie ihren eigenen Verlag unter dem Namen «Romay-Verlag». Nach dem Tod ihres Ehemanns und ihres einzigen Sohnes († 1979) wandte sie sich vermehrt dem Schreiben zu. Sie blieb bis zu ihren letzten Tagen literarisch tätig.